# Крок, Гюстав
Гюстав Адольф Дезире Крок (фр. Gustave Crauck; 16 июля 1827, Валансьен, Франция — 17 ноября 1905, Валансьен) — французский скульптор.

## Биография
Выдающийся французский скульптор Гюстав Адольф Дезире Крокк  родился и умер в Валансьене. Там же открыт музей, названный его именем , где собраны его знаменитые работы. Крокк получил образование Национальной высшей школе изящных искусств в Париже и в 1851 году  на Парижской выставке получает Римскую премию (Prix de Rome).
Мало известный миру, он занимает значимое место среди лучших современных скульпторов Франции. Его знаменитые скульптуры  в Париже:  это памятник Гаспару II де Колиньи, Господин де Шатиллон (16 февраля 1519 - 24 августа 1572) французскому адмиралу, лидеру Гугенотов во время французских религиозных войн, находится в руте де Риволи. Его Победа в Place des Arts et Métiers, Сумерки на  Avenue de l'Observatoire.
Среди его самых прекрасных работ это Combat du Centaure, над которым он работал в течение тридцати лет, числа Lapith, смоделированного после сильной личности, немецкого виолончелист Ойген Зандов.
Он также ваял памятники Жюля-Огюста Бекляра и Эдмона Франсуа Валентина Абу  среди нескольких из его работ над кладбищем Père Lachaise в Париже.
Он внес числа Дуэ и Дюнкерка к фасаду Gare du Nord, и внес число Vauban для фасада Palais du Louvre.
В 1907 выставка его работ с большим успехом прошла в École des Beaux-Arts.